# میکیتا توربایفسکی
میکیتا توربایفسکی (اوکراینی: Микита Анатолійович Турбаєвський؛ زادهٔ ۱۲ مارس ۲۰۰۲) بازیکن فوتبال است.
وی همچنین در تیم‌های ملی فوتبال Ukraine national under-17 football team و زیر ۲۱ سال اوکراین بازی کرده‌است.